# Поники (район Банска Бистрица)
Поники (словац. Poniky) — деревня в северной части района Банска-Бистрица Банскобистрицкого края Словакии.
Административно включает дер. Поники Леготы и Поники Гута.
Расположена в 14 км от г. Банска-Бистрица в центральной части Словакии на востоке горного массива Словацкого Стредогорья у подножия горы Поляна. Поблизости текут р. Мала Золна и Велька Золна. Центр деревни расположен на высоте 502 м н.м.
Население на 31.12.2015 г. составляло 1 569 человек.

## Население
| Год:                | 1994 | 2004    | 2014    | 2024    |
| ------------------- | ---- | ------- | ------- | ------- |
| Количество человек: | 1538 | 1567    | 1564    | 1554    |
| Разница:            |      | +1,88 % | −0,19 % | −0,63 % |

### Статистические данные (2001)
Национальный состав:
- Словаки — 97,36 %
- Цыгане — 0,64 %
- Чехи — 0,39 %
- Русины — 0,32 %

Конфессиональный состав:
- Католики — 32,37 %
- Лютеране — 55,13 %
- Греко-католики — 0,9 %

## История
Первое письменное упоминание относится к 1282 году. В XIV веке здесь были открыты залежи железной руды, меди и золота, добыча которых продолжалась до 1571 г.

## Достопримечательности
- Римско-католический костёл в готическом стиле 1310 г. со средневековыми фресками
- Протестантская церковь 1784 года, построенная в 1868 году

## Известные уроженцы
- Жары, Штефан (1918—2007) — словацкий и чехословацкий поэт, прозаик, эссеист, переводчик, заслуженный артист ЧССР (1968). Лауреат Государственной премии ЧССР им. Клемента Готвальда (1961).